# Matemática recreativa

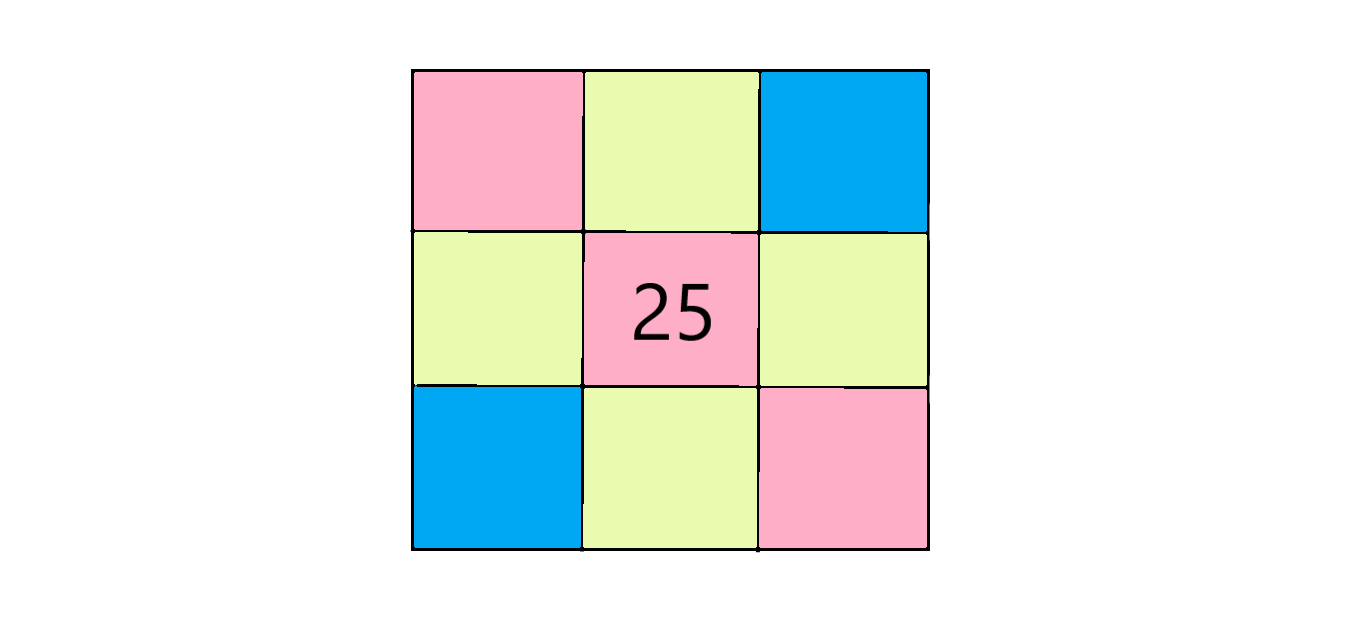
Rompecabezas matemático

La matemática recreativa es un área de las matemáticas que se concentra en la obtención de resultados acerca de actividades lúdicas, y también la que se dedica a difundir o divulgar de manera entretenida y motivadora los conocimientos, temas o problemas de las matemáticas.
El concepto de matemática recreativa es tan viejo como lo son los juegos en los que interviene la lógica o el cálculo de algún modo.
Entre las personas que han contribuido notablemente a la divulgación de las matemáticas recreativas en nuestro tiempo destacan Martin Gardner, con libros como El ahorcamiento inesperado y otros entretenimientos matemáticos, Nuevos pasatiempos matemáticos y  Yákov Perelmán, quien publicó varias obras sobre matemáticas, aritmética, geometría, álgebra, física y astronomía recreativas.

## Algunos juegos típicamente relacionados con la matemática recreativa
1. Sudoku
2. Cuadrado mágico y cuadrado alfamágico
3. Cubo de Rubik
4. Juego de Cram
5. Tangram
6. Origami
7. Juego del oso
8. Timbiriche o juego de los cuadraditos
9. Poliformas
10. Pentominó
11. Cubo Soma
12. Torres de Hanói
13. Acertijos
14. Acertijo lógico
15. Ajedrez
16. Rithmomachia

## Personas que han contribuido a las matemáticas recreativas
Algunos divulgadores e inventores de problemas de matemáticas recreativas son:

### Escritores y creadores de problemas clásicos
- Édouard Lucas, matemático francés inventor en 1883 de las Torres de Hanói y que publicó entre 1882 y 1894 su serie Récréations mathématiques.
- W. W. Rouse Ball, autor del Mathematical Recreations and Essays (en español sería Juegos matemáticos recreativos y ensayos) publicado por primera vez en 1892 y cuya última edición es de H. S. M. Coxeter.
- Sam Loyd, estadounidense creador de numerosos rompecabezas que publicó entre 1891 y 1911, reunidos entre otros libros en Los acertijos de Sam Loyd y Nuevos acertijos de Sam Loyd.
- Henry E. Dudeney, inglés autor de numerosos rompecabezas y colaborador durante un tiempo de Sam Loyd.
- Yákov Perelmán, escritor ruso de libros de divulgación.

### Columnistas y colaboradores de la revistaScientific American
- Martin Gardner, autor entre 1956 y 1981 de la columna Mathematical Games (publicada en español como Juegos matemáticos) y de numerosos libros donde se recopilan los artículos de la columna.
- Solomon W. Golomb, colaborador de la columna Mathematical Games. En 1953 inventó el término pentominó y en 1957 apareció un artículo sobre ellos.
- Douglas Hofstadter, escritor entre 1981 y 1983 de la columna Metamagical Themas (Temas metamágicos), anagrama de Mathematical Games.
- Alexander Keewatin Dewdney, autor entre 1984 y 1990 de la columna Computer Recreations (Juegos de ordenador).
- Ian Stewart, autor de la columna Mathematical Recreations desde 1990 hasta 2001 y de numerosos libros.

### Otros
- Brian Bolt
- John Horton Conway, autor en 1970 del juego de la vida.
- Clifford A. Pickover, autor de numerosos libros de matemáticas recreativas.
- Raymond Smullyan, autor estadounidense de numerosos libros de problemas lógicos.
- Hugo Steinhaus
- Marilyn vos Savant
- Malba Tahan, seudónimo de Júlio César de Mello e Souza, autor de El hombre que calculaba.
- Lewis Carroll, inglés, Matemática demente (ISBN 9788483106419) o Un cuento enmarañado (ISBN 84-95599-33-3).
- E. Ya. Gulk, de la ex URSS: Juegos matemáticos recreativos.
- El reino del ingenio de un ruso , publicado en 1905, y reeditado en castellano por Editorial Mir.
- Hans Rademacher y Otto Toeplitz, de Alemania: Números y figuras.

### Autores en español
- Juan Diego Sánchez Torres, matemático y divulgador español, autor entre otros de Matemáticas recreativas (en anterior edición con el título Recreamáticas), Juegos matemáticos y de razonamiento lógico, Juegos de tablero y Retos matemáticos para Primer Ciclo de Secundaria.
- Miguel de Guzmán, matemático español, autor entre otros de Aventuras matemáticas.
- Adrián Paenza, matemático argentino autor de Matemática... ¿Estás ahí?. Ganador del Premio Leelavati en el ICM 2014 en el Congreso Internacional de Matemáticos de Seúl.
- Mariano Mataix, de España: El discreto encanto de las matemáticas, Ludopatía matemática
- Salvador Anaya Debernard, autor del libro impreso en México: Carrusel Matemático
- Rafael Rodríguez Vidal, español: Diversiones matemáticasy Cuentos y cuentas de matemáticos, al alimón con M.C. Rodríguez Rigual.
- Mariano Perero, mexicano, Historia e historias de matemáticas.
- Manuel Bernabé Flores, de España, Curiosidades matemáticas
- Victorino Ladera Pardo, peruano, Juegos matemáticos.
- Rubén Romero Méndez, peruano, Matemática recreativa en texto y se publicó en el diario La Prensa.
- Luis Ferrero, publicado en Venezuela en 2001: El juego y la Matemática.
- E. Kasner y J. Newman: Matemáticas e imaginación.
- Elon Lages Lima: Mi profesor de matemáticas y otras historias, editor César Camacho y publicado en Lima por IMCA.
- Hugo Steinhaus: Instantáneas matemáticas , matemático polaco, lo publicó Salvat en 1987.
- Carlos Zuluaga: Colombia  Aprendiendo,  Matemático  Colombiano, fundación calendario matemático 2011.
- Pedro C. Contreras y Benjamín Tang. Matemática recreativa 1 Editorial UCH Lima.
- García Déniz, Manuel; Canarias-España; Articulista en NÚMEROS, secciones de Problemas y de Juegos.
- Rupérez Padrón, José Antnonio; Canarias-España; Articulista en NÚMEROS, secciones de Problemas y de Juegos.
- Eduardo Sáenz de Cabezón, matemático y divulgador español, presentador de Órbita Laika. Autor de Inteligencia Maldita y Apócalipsis matemático.